# Těšnovice
Těšnovice (Tyessnowicz, Czessnowitz, Tiessniowicze, Teschnnowitz, ale i Těšňovice) je vesnice, část okresního města Kroměříž. Nachází se asi 4 km na jihovýchod od Kroměříže, na posledních výběžcích Chřibů, sklánějících se do údolí říčky Kotojedky. Další vesnice nedaleko Těšnovic jsou Velké Těšany, Bařice a Trávník. Je zde evidováno 156 adres. Trvale zde žije 419 obyvatel. Předsedou osadního výboru je Jakub Erker.
Těšnovice je také název katastrálního území o rozloze 3,12 km2.

## Historie
První písemná zmínka o obci pochází z kupní listiny olomouckého biskupa Jindřicha I. Zdíka z roku 1131. Další zmínka je až z 13. století, kdy byly Těšnovice rozděleny na polovinu patřící zpupnému (svobodný, dědičný) statku a druhá lennímu statku biskupa olomouckého.

## Obyvatelstvo

### Struktura
Vývoj počtu obyvatel za celou obec i za jeho jednotlivé části uvádí tabulka níže, ve které se zobrazuje i příslušnost jednotlivých částí k obci či následné odtržení.
| Místní části   | Místní části   | 1869 | 1880 | 1890 | 1900 | 1910 | 1921 | 1930 | 1950 | 1961 | 1970 | 1980 | 1991 | 2001 | 2011 | 2021 |
| -------------- | -------------- | ---- | ---- | ---- | ---- | ---- | ---- | ---- | ---- | ---- | ---- | ---- | ---- | ---- | ---- | ---- |
| Počet obyvatel | část Těšnovice | 449  | 541  | 526  | 549  | 566  | 573  | 554  | 471  | 477  | 452  | 424  | 375  | 412  | 401  | 419  |
| Počet domů     | část Těšnovice | 78   | 91   | 98   | 100  | 101  | 102  | 117  | 130  | 243  | 125  | 116  | 137  | 137  | 147  | 156  |

## Pamětihodnosti
- Kostel svatých apoštolů Petra a Pavla se samostatně stojící zvonicí, opěrným zdivem (opevněním kostela) a sochou sv. Floriána jsou kulturní památkou České republiky evidovanou v Ústředním seznamu kulturních památek České republiky pod rejstříkovým číslem 28486/7-6160.[9]

- Socha svatého Jana Nepomuckého je kulturní památka České republiky evidovaná v Ústředním seznamu kulturních památek České republiky pod rejstříkovým číslem 27064/7-6161. Socha pochází z 18. století. Stávala naproti panského dvora a později byla přemístěna do obce.

- Boží muka se sochou Panny Marie stojící na vysokém kamenném sloupu při rozcestí polních cest mezi Těšnovicemi a Trávníkem jsou kulturní památkou České republiky evidovanou v Ústředním seznamu kulturních památek České republiky pod rejstříkovým číslem 101304. Socha je dávného původu, ale žádná zpráva o jejím postavení se nedochovala.

- Torzo Ježíše Krista na kříži, který původně stával v zatáčce před domem čp. 115. V padesátých letech za nejasných okolností zmizel. Snad, protože stál blízko cesty, do něho narazilo vojenské vozidlo a pak už byl jen krůček k pokynu na definitivní odklizení. Místní lidé celou památku uložili na zahradě fary. Vlastní kříž se tehdy zcela rozbil. Tělo Krista bez rukou a nohou bylo umístěno na zdi budovy. Na základě požadavku občanů se v roce 1999 rozhodlo o obnovení památky. Odborná komise zvolila ze tří doporučených návrhů umístění na zeleném pásu nedaleko autobusové zastávky. Nejprve se shromáždily všechny kamenné pozůstatky a pak umělecký restaurátor a kameník Mgr. Jaroslav Budík z Vyškova zhotovit chybějící tělo kříže. Protože nebyly známy původní tvary a polohy končetin korpusu umístilo se na kříži na základě konzultace s Památkovým ústavem Brno tělo Ježíše Krista v dochovaném stavu, aby připomínalo události vedoucí k odstranění kříže z původního místa. Při restaurování bylo na zadní straně kříže objeveno datum postavení v roce 1908, velmi nečitelný nápis a na boku signatura zhotovitele Josefa Klapila z Kostelan. Instalování historické památky proběhlo 26. září 2000.[10]
- V lokalitě Hertlov se nachází bývalý větrný mlýn, který nyní slouží pro rekreační účely a není památkově chráněn.[11]
- Na budově nynější mateřské školky je umístěna pamětní deska připomínající založení farní školy v Těšnovicích.

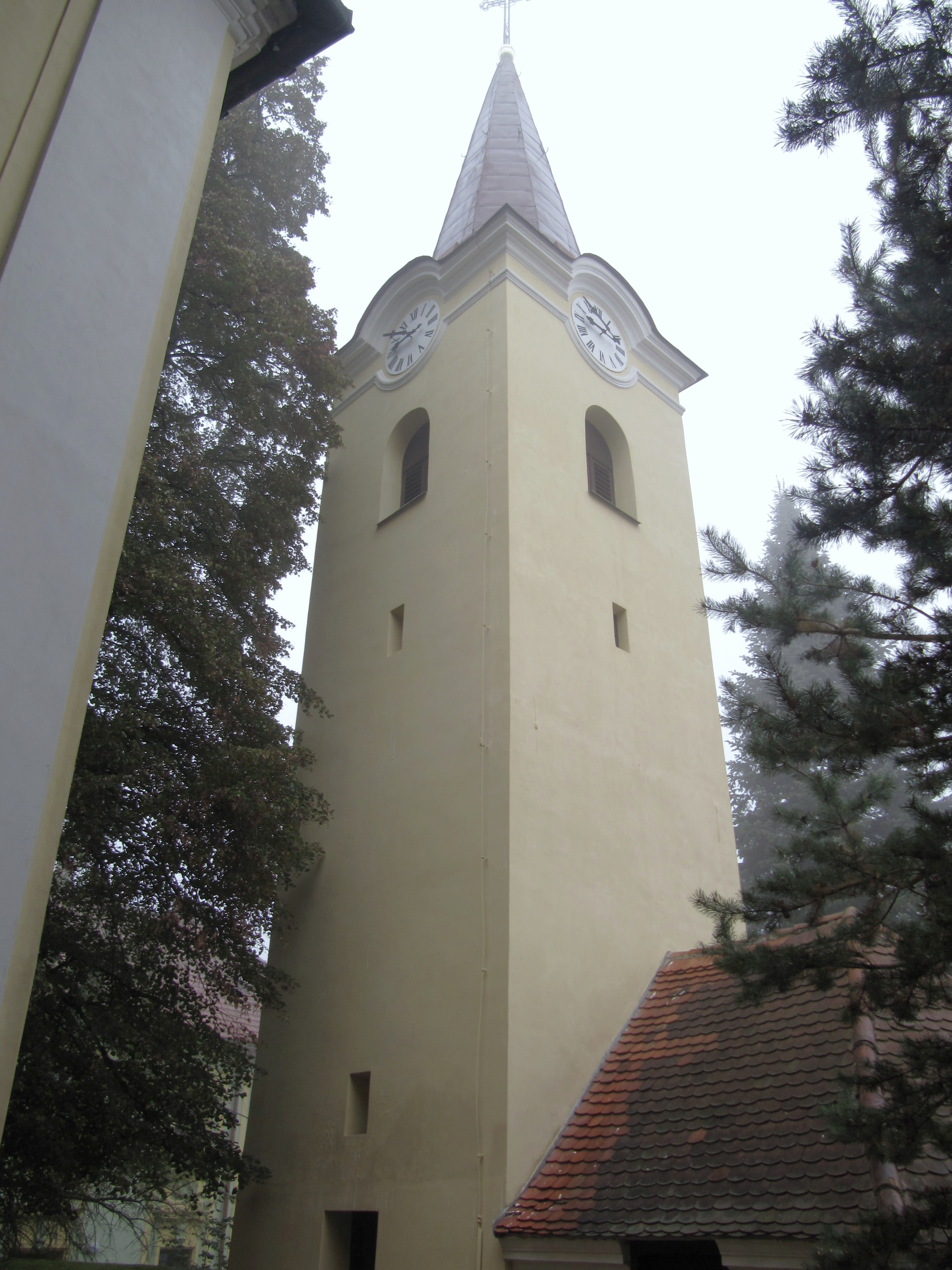
Zvonice kostela svatých Petra a Pavla
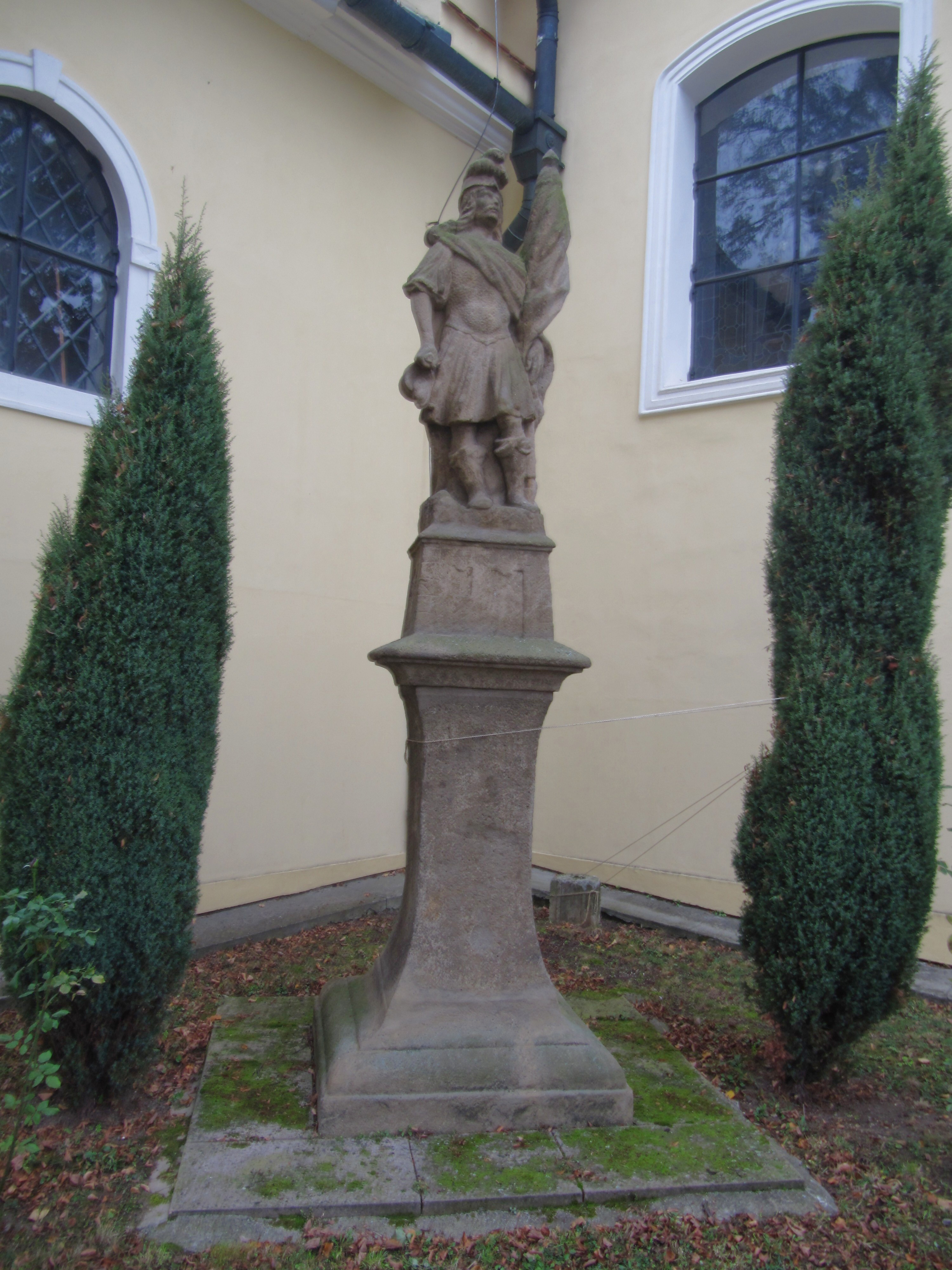
Socha svatého Floriána v areálu kostela
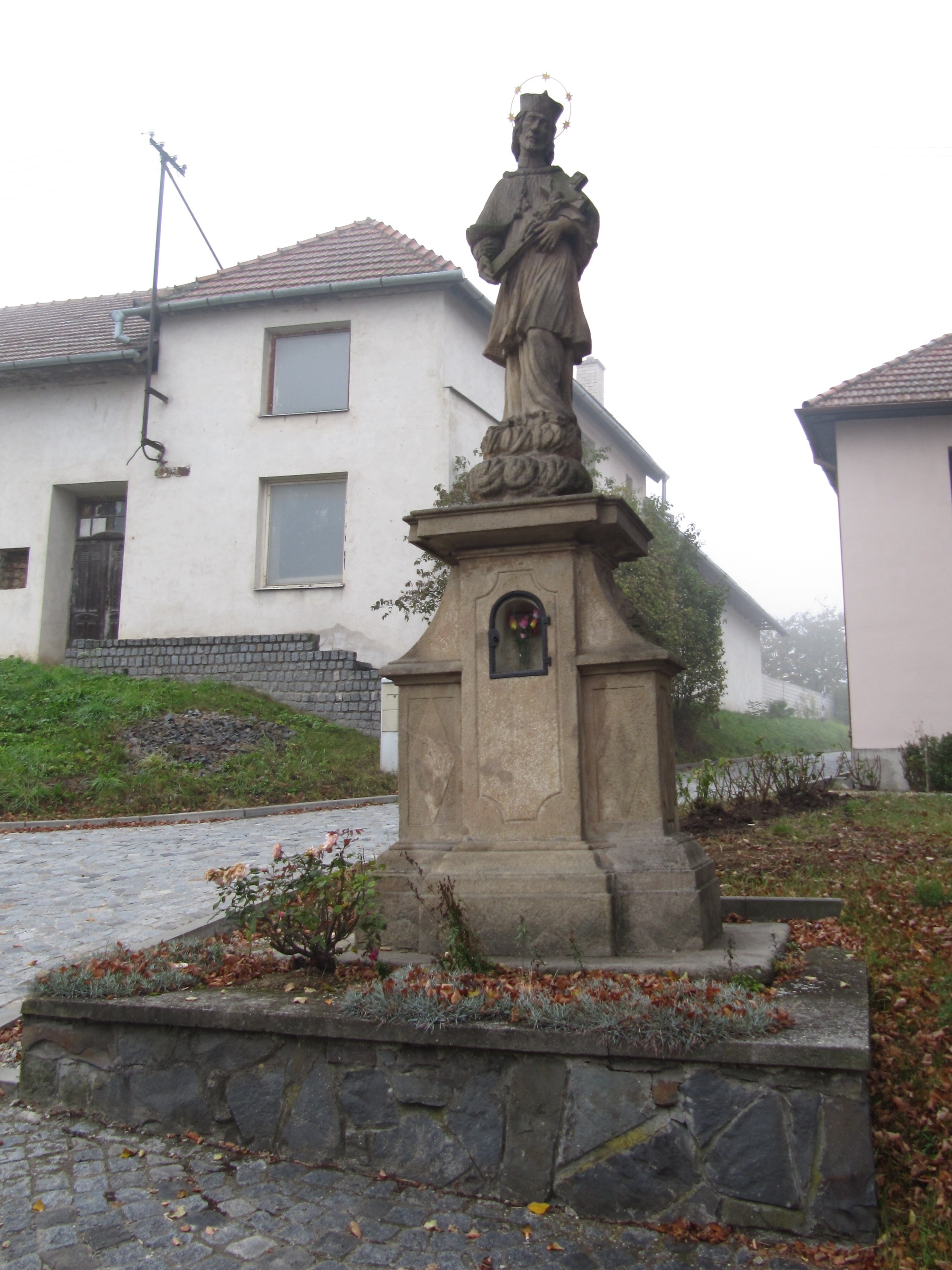
Socha svatého Jana Nepomuckého
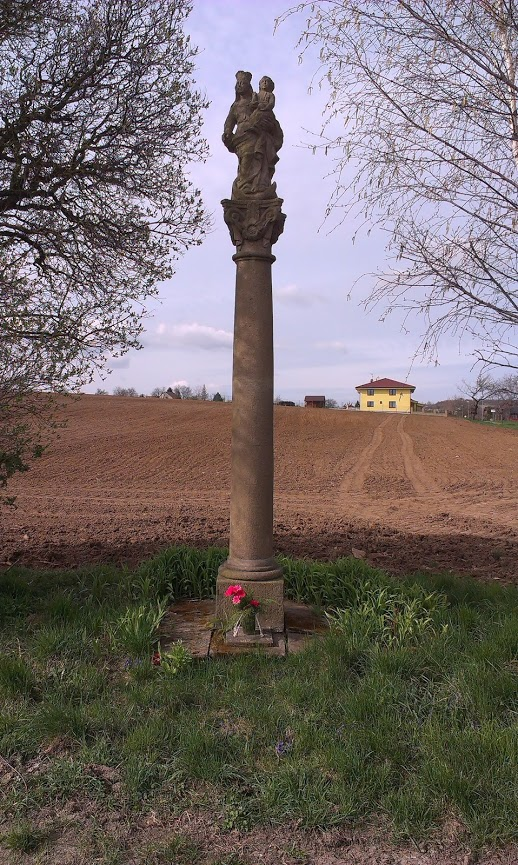
Boží muka se sochou Panny Marie
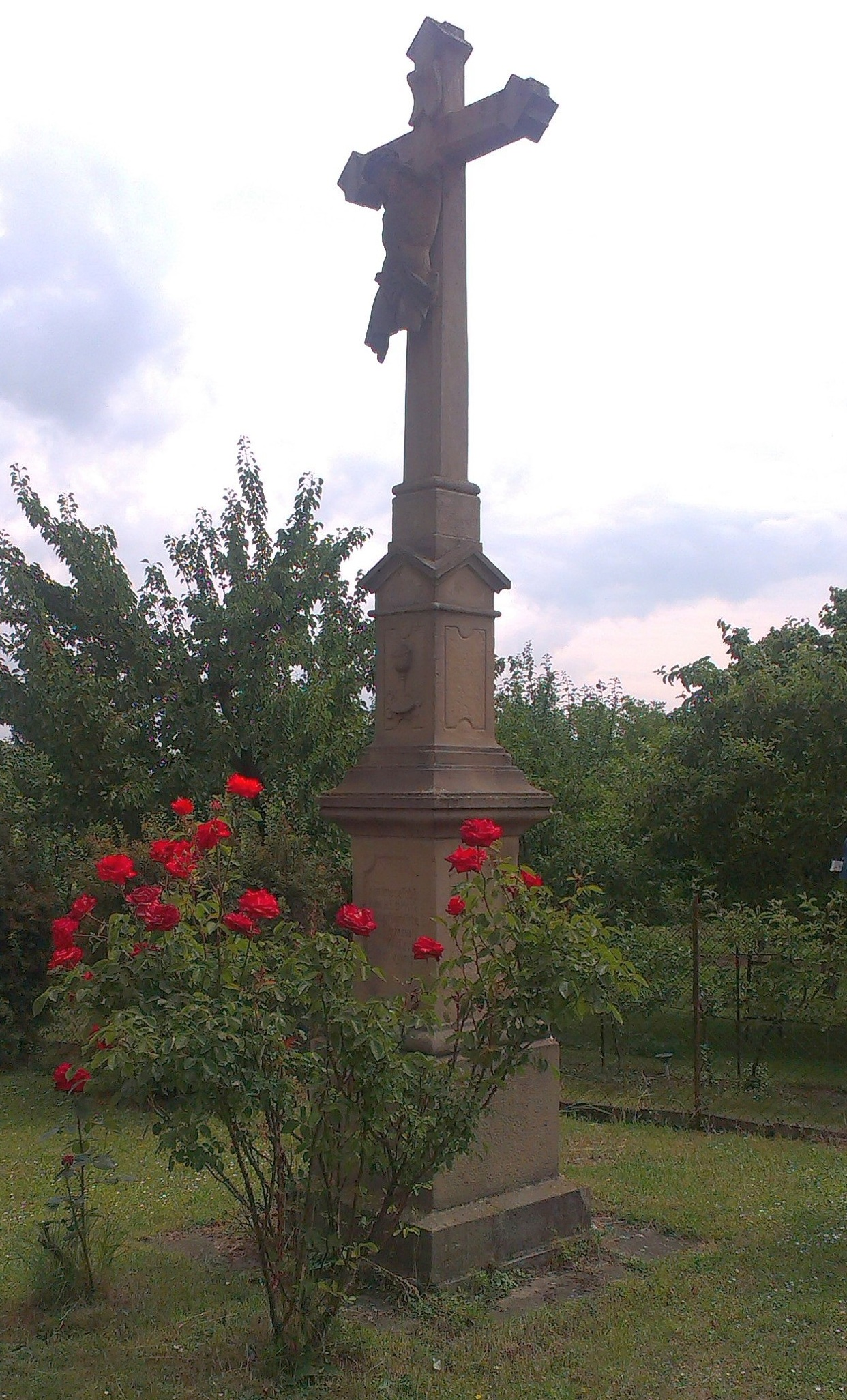
Torzo Ježíše Krista na kříži
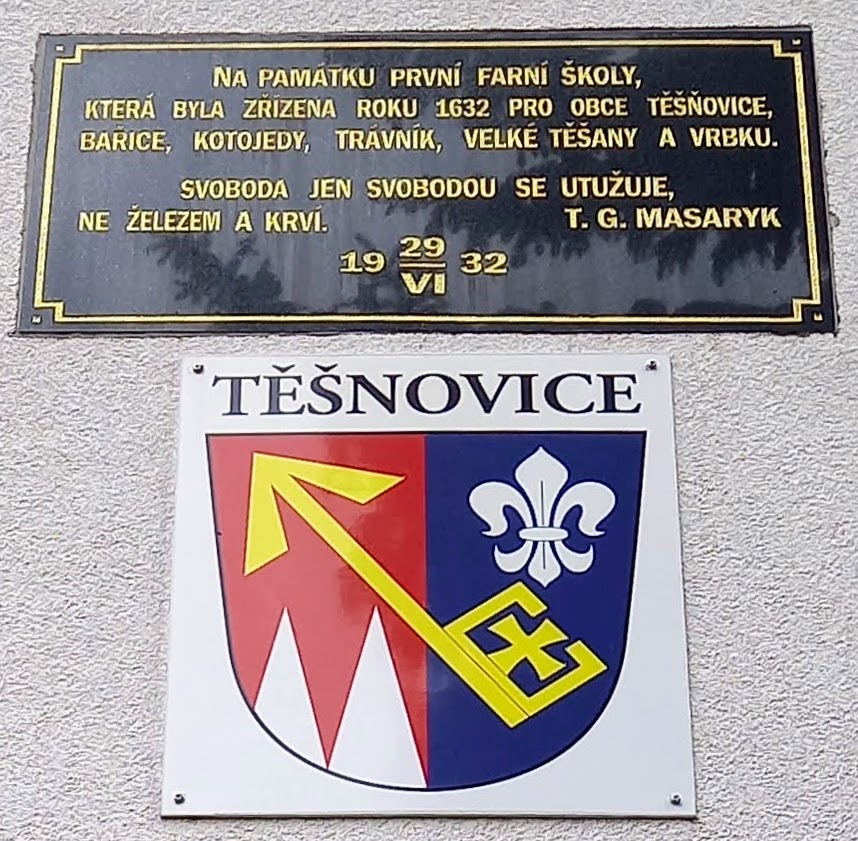
Pamětní deska na budově bývalé školy